# Талдысай (Карагандинская область)
Талдысай (каз. Талдысай) — село в Нуринском районе Карагандинской области Казахстана. Административный центр и единственный населённый пункт Талдысайского сельского округа. Находится примерно в 196 км к юго-западу от районного центра, посёлка Нура. Код КАТО — 355277100.

## Население
В 1999 году население села составляло 1195 человек (615 мужчин и 580 женщин). По данным переписи 2009 года, в селе проживал 201 человек (110 мужчин и 91 женщина).